# Göksholm (naturreservat)
Göksholm är ett naturreservat i Örebro kommun i Örebro län.
Området är naturskyddat sedan 2017 och är 116 hektar stort. Reservatet ligger vid stranden av Hjälmaren på södra delen av halvön Göksholm. Det består av betesmarker och lövskog med ekar och andra ädellövträd.